# Champ (numismatique)
Pour les articles homonymes, voir Champ.
Le champ, en numismatique, est la partie de la monnaie laissée plate, soit l'espace laissé sans gravure. Selon l'état du coin ou la préparation du flan, le champ peut avoir un aspect miroir ou flan bruni, brillant ou terne (ne pas confondre avec le chant ou champ, tranche de la pièce). 